# بابير جعفر قلي (قلعة خواجة)
بابير جعفر قلي (بالفارسية: باپیر جعفرقلی) هي منطقة سكنية تقع في إيران في قسم قلعة خواجة الريفي. يقدر عدد سكانها بـ 92 نسمة .